# Meehania cordata
Meehania cordata là một loài thực vật có hoa trong họ Hoa môi. Loài này được (Nutt.) Britton mô tả khoa học đầu tiên năm 1893.